# Frank Gust
Frank Gust (* 24. Mai 1969 in Oberhausen) ist ein zu lebenslanger Haft verurteilter deutscher Serienmörder, der zwischen 1994 und 1998 vier Morde, einen davon in Tateinheit mit Vergewaltigung, beging. Außerdem hatte er als Tierquäler bereits vorher hunderten von Tieren sexuelle Gewalt angetan und sie getötet.
In den Medien wurde Gust bis zu seiner Überführung als Rhein-Ruhr-Ripper bezeichnet. Es wird immer wieder darüber gestritten, ob der Umgang diverser Medienformate mit Frank Gust, seinen Taten und deren Darstellung insgesamt angemessen ist.

## Entwicklung

### Zusammenfassung
Äußerlich unauffällig und zurückhaltend, entwickelte sich Frank Gust vom gemobbten und gequälten Kind, das von Nachbarn wiederholt vergewaltigt wurde, bereits im Alter von acht Jahren selbst zum Tierquäler. Im Alter von 15 Jahren zog er auf eigenen Wunsch in ein Jugendheim und begann noch als Jugendlicher mit Brandstiftung und dem Aufschneiden erster menschlicher Leichen in der Leichenhalle des Friedhofes Oberhausen. Mit Anfang 20 machte er seinen Jagdschein und besaß eine legale Waffenbesitzkarte, was dazu führte, dass er heimlich immer größere Tiere zu töten begann. Als Gust im Jahr 2000 der Prozess gemacht wurde, hatte er insgesamt vier Frauen ermordet und verstümmelt sowie zahllose Groß- und Kleintiere gequält und getötet. Gust wird innerhalb der Serienmörder als sexueller Sadist eingestuft und wurde zu lebenslanger Freiheitsstrafe verurteilt.

### Kindheit
Frank Gust kam 1969 als zweiter Sohn seiner Eltern in Oberhausen zur Welt. Da der Vater trank und sich nicht um die Familie kümmerte, reichte die Mutter wenige Monate nach der Geburt die Scheidung ein. Ohne Unterhaltszahlungen war die Mutter voll berufstätig, während sich die Oma um die beiden Jungen kümmerte. Als die Großmutter bald darauf erkrankte, wurde Frank Gust als Baby, von Montag früh bis Samstag Nachmittag, im Säuglingsheim Oberhausen betreut. Nach Ansicht des österreichischen Fallanalytikers und Kriminalpsychologen Thomas Müller sowie der Kriminologin Petra Klages, die sich ausführlich mit dem Fall Gust beschäftigt haben, führte die frühe Trennung von ihm bekannten Bezugspersonen zu den ersten emotionalen Störungen und hatte Einfluss auf seine spätere Täterkarriere.
Als Gust im Kindergartenalter war, zog seine Familie in ein kleines  Haus, in dem er mit seinem Bruder, der Mutter und der Großmutter lebte. Außerhalb seines Elternhauses wurde der Einzelgänger schon früh gemobbt, wobei es auch zu sexuellen Missbrauchshandlungen durch andere Kinder kam. Als die Mutter 1977 erneut heiratete und die Großmutter anlässlich des Einzugs vom Stiefvater umzog, litt der schüchterne Junge unter der Veränderung und wurde zum Bettnässer. In dieser Zeit begann er mit Ladendiebstählen und entwickelte sich zum notorischen Lügner. Der Stiefvater durchsuchte ihn regelmäßig, wenn er nach Hause kam, und bestrafte Fehlverhalten hart. Nachdem Gust bis zum Alter von etwa neun Jahren immer selbst Opfer gewesen war, begann er seine eigene Täterschaft, zunächst in Form von Gewalttätigkeiten gegen Tiere, auszuleben.
Bereits mit acht Jahren zeigte er einen ausgeprägten Hang zur Tierquälerei. Als Gust neun Jahre alt war, kaufte er einem Mitschüler ein Meerschweinchen ab, das er aber wegen der Tierhaarallergie seines Stiefvaters nicht behalten durfte. Auf Geheiß seiner Großmutter sollte er das Tier töten. Er band es mit Bast an in die Erde gerammte Stöckchen und versuchte das bewegungsunfähige Tier mit einer Betonplatte zu erschlagen. Die Betonplatte traf jedoch nicht den Kopf, sondern den Leib des Meerschweinchens, sodass dessen Eingeweide herausquollen. Dieser Anblick bereitete Gust große Lust und er begann, mit seinen Händen in der Bauchhöhle des Meerschweinchens zu wühlen. Dabei „betastete [Gust] die Eingeweide“ des getöteten Tieres, „mochte das Gefühl, die Wärme, wenn er mit den Händen in die Bauchhöhle fasste“. Später bezeichnete Gust dieses prägende, mit großer Intensität erlebte Ereignis als eine Art „Schlüsselerlebnis“.

### Pubertät und Jugend
Um erneut die beim Anblick des sterbenden Meerschweinchens empfundene Lust zu verspüren, quälte und tötete Gust in den folgenden Jahren immer wieder Kaninchen, die er in der Nachbarschaft stahl. Mit Einsetzen der Pubertät vergrößerte sich diese Lust noch und er begann, beim Anblick der gemarterten Tiere zu masturbieren, sodass sich Sexualtrieb, Sadismus und Gewalt miteinander unheilvoll zu verbinden begannen. Im Alter von 13 Jahren versuchte Gust, seine nekrophile Neigung durch Einbrüche in Leichenschauhäuser und sexuelle Handlungen an den dort aufbewahrten Leichnamen zu befriedigen, die er zu diesem Zweck aufschlitzte. Da die Körper jedoch bereits abgekühlt waren, bekam er nicht die erhoffte Befriedigung. Seine Phantasien drehten sich zu diesem Zeitpunkt auch schon um das Töten von Pferden, aber erst im Alter von 24 Jahren setzte Gust diese Vorstellung in die Tat um. Nach seiner Festnahme berichtete Gust, sein „größter Wunsch“ bestehe darin, „einer sterbenden Frau an das pochende Herz zu fassen“.
Ähnlich gelagerte Taten zeigen auch die Biografien anderer sadistisch motivierter Serientäter auf. Von Forensikern wird dieses sich langsam steigernde Gewaltverhalten als typische „Probierphase“ von Serienmördern gewertet, das sie später, wie im Fall Gust, auch bei Menschen anwenden.
Auf die Frage, wie viele Tiere er im Laufe seiner Täterkarriere getötet habe, gab Gust an, es seien wohl etliche hundert Tiere gewesen, aber unter 1000, wenn man Groß- und Kleintiere zusammenrechnet.

## Serienmorde
Zwischen 1994 und 1998 ermordete Frank Gust mindestens vier Frauen. Sein erstes Opfer war 1994 eine 28-jährige südafrikanische Anhalterin namens Katherine Th. 1996 und 1998 brachte er zwei Prostituierte (Svenja D. und Sandra aus der W.) im Alter von 30 und 26 Jahren um, die er jeweils am Essener Hauptbahnhof aufgelesen hatte. Bei seinem mutmaßlich letzten Opfer, Gerlinde N., handelte es sich um seine 47-jährige angeheiratete Tante.
Den Namen „Rhein-Ruhr-Ripper“ erhielt er von den Boulevard-Medien, da er seine Taten überwiegend im Rhein-Ruhr-Gebiet verübte und diese Parallelen zu den Morden von Jack the Ripper aufwiesen. Frank Gust platzierte die Leichen seiner stark verstümmelten und teilweise ausgeweideten Opfer in der Regel an gut einsehbaren Orten, so dass sie unmittelbar nach dem Tatgeschehen aufgefunden wurden. Einzig die Leiche seiner Tante blieb verschwunden.

## Aufklärung der Taten und Urteil
Bereits 1994, nach dem Mord an Katherine Th., gestand Gust seiner ehemaligen Lebensgefährtin Aysel G., eine Anhalterin getötet zu haben. Er führte Aysel G. nach deren Aussage zu Teilen der Leiche, sie verständigte die Polizei jedoch nicht. Ebenfalls 1994 deutete Frank Gust auch seiner Mutter gegenüber an, einen Mord begangen zu haben. Diese berichtete erst 1999 einer Freundin davon, die daraufhin die Polizei auf den Serienmörder aufmerksam machte. Gust wurde kurze Zeit später verhaftet. Er widerrief das Geständnis allerdings. Erst durch die Recherche einer Redakteurin von Aktenzeichen XY und durch DNA-Spuren wurde er überführt. Bei seinem nachfolgenden Geständnis bestand er darauf, dass seine Ehefrau anwesend ist.
Am 21. September 2000 wurde er vom Duisburger Schwurgericht wegen vierfachen Mordes zu einer lebenslangen Haftstrafe verurteilt. Dies war mit der Auflage verbunden, sich einer Therapie zu stellen. Gust war zuvor eine eingeschränkte Schuldfähigkeit attestiert worden. Er trat seine Haftstrafe unmittelbar nach dem Urteil in einer forensischen Strafanstalt an. Schon nach sechs Monaten brach er die Therapie ab und ließ sich in den normalen Vollzug verlegen. Er begründete den Abbruch mit der Feststellung, nicht therapierbar zu sein, und äußerte den Wunsch, bis zu seinem Tod verwahrt zu werden, da er in Freiheit dauerhaft eine Gefahr für andere sei. Er sitzt in der Justizvollzugsanstalt Werl ein. Seit 2020 hat er wieder regelmäßigen begleiteten Freigang. Er heiratete erneut und beantragte die Freilassung nach seiner abgesessenen Freiheitsstrafe. Hierüber wurde noch nicht entschieden.

## Mediale Präsenz

### Formate
Der Fall Frank Gust wurde in verschiedenen Dokumentationen, Interviews und Sachbüchern thematisiert. 2001 in der 37°-Sendung des ZDF Die Hölle in mir, später in der dreiteiligen Dokumentation Die Maske des Bösen. Weiterhin wurde er in der 2010 erstmals auf VOX ausgestrahlten Dokumentation Das Böse nebenan – wenn Menschen zu Bestien werden behandelt. Im Oktober des gleichen Jahres war seine Mutter Dagmar Eichhorn in der ZDF-Talkshow Markus Lanz zu Gast.
Am 24. April 2012 trat seine Mutter in der Sendung Menschen bei Maischberger – Gier, Hass, Eifersucht: Kann jeder zum Mörder werden? auf. Mit Dagmar Eichhorn hat man sich auch in der 37°-Folge Mein Sohn, der Mörder – Eltern zwischen Liebe und Entsetzen am 2. April 2013 im ZDF beschäftigt. In der Dokumentation Jack the Ripper – Was wirklich geschah des Senders Sat.1 am 29. November 2016 wurden Parallelen zwischen Gust und den Taten Jack the Rippers gezogen. Bei einer Spezialausgabe von Aktenzeichen XY am 28. November 2018 wurde die Tat nochmals erläutert, wobei die Kriminalpsychologin Lydia Benecke als geladene Expertin auf den Täter einging.
Am 13. Mai 2021 erschien auf der Videoplattform von TVnow eine vierteilige True-Crime-Dokumentation mit dem Titel „Der Rhein-Ruhr-Ripper Frank Gust – Das Leben eines Serienmörders“. Für die Dokumentation ließen sich nicht nur Menschen aus Gusts persönlichem Umfeld, sondern auch Mordermittler, sein damaliger Strafverteidiger, Kriminologen, Forensische Psychiater und Mitarbeiter der Jugendhilfe, die mit seinem Fall zu tun hatten, interviewen.

### Kritik an der medialen Darstellung
Der gemeinnützige Verein privater Fernsehanbieter Freiwillige Selbstkontrolle Fernsehen (FSF) kritisiert die Art und Weise, auf welche im Bereich Streaming Media wahre Verbrechen aufbereitet werden und potenzielle Zuschauer mit exklusiven Einblicken gelockt werden. Bemängelt wird hierbei unter anderem der breite Raum, der die TVNOW-Dokumentation aufgezeichneten Tonbandaufnahmen des Täters und der (als „nicht ganz unbedenklich“ bezeichneten) Sichtweise seiner Mutter eingeräumt werden. Es sei nicht im Sinne des Jugendschutzes, grausame Tatdetails in der dargebotenen Brutalität darzustellen, daher bewertete der FSF alle Teile der Miniserie als ungeeignet für Minderjährige. Außerdem wird kritisiert, der Darstellung des Falles Gust sei bereits bei Lanz, Maischberger und Aktenzeichen XY zu viel mediale Präsenz eingeräumt worden.
Die mediale Darstellung von Serienmördern habe bereits seit den ersten Publikationen über Ted Bundy eine Faszination auf Menschen, die verstehen wollen, wie es zu solchen Taten kommen kann, ausgeübt. Mittlerweile haben Dokumentationen und investigative Formate über Serienmörder und True Crime als Aufmerksamkeitsgaranten den Mainstream erreicht. Problematisch sei dabei, wie viel Raum den Tätern bei der Erzählung ihrer eigenen Geschichte eingeräumt wird, da diese die Wahrnehmung von Verbrechen und Verbrechern beeinflusst und nicht unvoreingenommen ist.
Torsten Körner, Autor und Vorsitzender des FSF-Prüfausschusses, kritisiert sowohl das Geschäftsmodell als auch die Erzählmethode, bei der die Opfer von Straftaten ungefragt mit ins Rampenlicht gerückt werden, während der Fokus auf dem jeweiligen Täter liegt.